# Face nord du Cervin

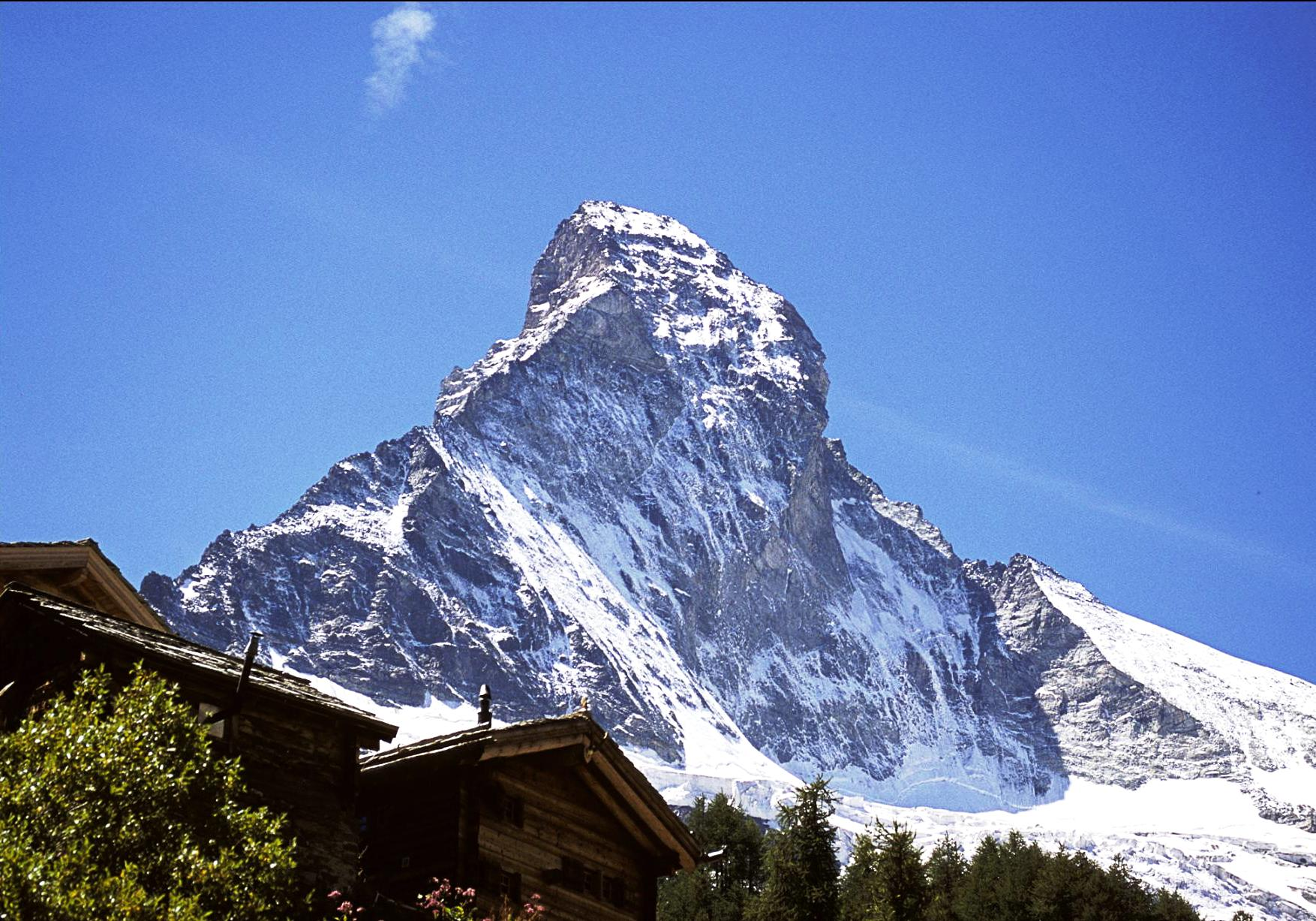
Face nord du Cervin

La face nord du Cervin, dans les Alpes valaisannes, est l'une des trois grandes faces nord des Alpes, avec celles des Grandes Jorasses et de l'Eiger. Elle fait 1 000 m de haut, entre la rimaye du glacier du Cervin jusqu'à son sommet qui est le point culminant du Cervin (4 478 m).

## Tentatives avant la première ascension
Deux tentatives sont connues avant la réussite des frères Schmid. La première tentative a été faite par deux autrichiens, le 12 août 1923. Alfred Horeschowsky (de) et Franz Piekielko finiront leur tentative par l'arête du Hörnli. La deuxième tentative a été faite par Kaspar Mooser et Victor Imboden, deux guides de Zermatt, en août 1928.

## Ascensions

### Voie Schmid
- Première ascension : du 31 juillet et 1er août 1931  par les frères Franz et Toni Schmid. Ils font l'aller-retour de Munich à vélo[2].
- Première en solitaire, le 22 juillet 1959 par Dieter Marchart[2].
- Première hivernale : 3 et 4 février 1962 par Hilti von Allmen et Paul Etter.
- 1977 : première hivernale solitaire de la voie classique des frères Schmid par le japonais Tsuneo Hasegawa
- 22 avril 2015 : ascension record de la voie Schmid par Dani Arnold en 1h46[3],[4], améliorant ainsi de dix minutes le précédent record obtenu par Ueli Steck le 13 janvier 2009[5],[6].

### Directe Bonatti
- 1965 : Directe Bonatti, ouverte en hiver et en solitaire, par Walter Bonatti, qui met ainsi fin à sa carrière d'alpinisme. Cette ascension ne sera répétée dans les mêmes conditions que 29 ans plus tard.
- 1994 (février) : première féminine en solitaire et en hiver par Catherine Destivelle.

### Voie Sebastien Gay
Sébastien Gay avait un projet sur la face nord du Cervin. Il fait une tentative avec Jean Troillet qui est arrêtée pour cause de chutes de pierres. Le 30 décembre 2006, il décède dans un lors d'une sortie de speed-flying avec son épouse Géraldine Fasnacht,. Du 17 au 19 juin 2009, Jean Troillet, Martial Dumas et Jean-Yves Fredriksen, pour lui rendre hommage, ouvrent cette voie en face nord du Cervin, la voie Sébastien Gay.
En octobre 2011, elle est répétée à la journée, en libre et en style alpin par Robert Jasper et Roger Schaeli.

### Voie Anthamatten
- 2008 : Ouverture d'une nouvelle voie, dite voie Anthamatten, par Samuel et Simon Anthamatten[12],[13].